# Asaccus platyrhynchus
Espèce
Statut de conservation UICN

 LC  : Préoccupation mineure
Asaccus platyrhynchus est une espèce de geckos de la famille des Phyllodactylidae.

## Répartition
Cette espèce est endémique du Nord d'Oman.

## Description
Cet animal a un aspect assez fin. Les pattes fines se terminent par des doigts évasés aux extrémités. La queue est longue. La couleur de base est le rose, avec des bandes ocre-marron transversales. La queue vire au blanc, avec des bandes noires ou ocre-jaune. On distingue un bleu-vert sur la tête, entre les yeux.

## Publication originale
- Arnold & Gardner, 1994 : A review of the middle eastern leaf-toed geckoes (Gekkonidae: Asaccus) with descriptions of two new species from Oman. Fauna of Saudi Arabia, vol. 14, p. 424-441.